# Bella Vista (Corrientes)
Bella Vista è una città dell'Argentina, capoluogo dell'omonimo di dipartimento nella provincia del Córrientes.

## Geografia
Bella Vista sorge lungo la sponda sinistra del Paraná nell'Argentina centrosettentrionale. È situata a 812 km a nord di Buenos Aires e a 140 km a sud del capoluogo provinciale Corrientes.

## Storia
La città fu fondata nel 1825 dal governatore Pedro Ferré. Grazie alla strategica posizione sul fiume Paraná e al fatto che vi potessero attraccare navi di grande cabotaggio, l'economia cittadina crebbe in breve tempo. Nel 1865, durante la guerra della Triplice Alleanza, Bella Vista fu occupata per diversi mesi dall'esercito paraguaiano.